# ソ連名誉軍事操縦士
ソ連名誉軍事操縦士(ロシア語: Заслуженный военный лётчик СССР)は、ソヴィエト連邦の栄誉称号である。

## 概要
1965年1月26日、ソビエト連邦最高会議幹部会により制定された。
主に航空部隊や軍の機関、士官学校及びその他の軍組織、部隊に所属している者や、操縦士または操縦教官のうち一級技術を有している者が対象となった。それらのなかで、航空技術の開発や高度な教育、飛行技術、また長期間に渡る安定した飛行など優れた業績を残した者に当局よりソ連名誉軍事操縦士の栄誉称号が与えられている
。
受賞者の選定は、国防省の推薦に基づきソビエト連邦最高会議が行っていた。
称号の受賞者には同時に記章も贈られた。記章は通常右胸上部に佩用し、他の勲章よりも上に配置した。
1988年8月22日に廃止された。

## 主な受賞者
- レオニード・ベダー（ロシア語版）
- アンドレイ・ボロヴィフ
- アレクサンドル・エフィーモフ（ロシア語版）
- パーヴェル・クターホフ（ロシア語版）
- ヴラジーミル・ミハーイロフ
- ミハイル・オジンツォーフ（ロシア語版）
- パーヴェル・プロトニコフ（ロシア語版）
- ヴィタリー・ポプコフ（ロシア語版）
- ヴァシーリー・レシェトニコフ（ロシア語版）
- エフゲニー・サヴィツキー（ロシア語版）
- スルタン・ソスナリエフ
- ニコライ・スチャーギン（ロシア語版）